# Ирганчай
Ирганчай (груз. ირგანჩაი, азерб. Yırğançay) — крупнейшее по численности населения село Дманисского муниципалитета, края Квемо-Картли республики Грузия

## История
Название села упоминается в исторических документах 1870 года, во время переписи населения, проведенной в регионе.

### Топоним
В некоторых современных географических и топографических картах Грузии используется грузинский вариант названия села — Чандари.

## География
Село расположено на Лорунском плато, в 75 км к юго-западу от районного центра Дманиси, на высоте 1660 метров от уровня моря.
Граничит с городом Дманиси, селами Ткиспири, Земо-Безакло, Безакло, Мтисдзири, Земо-Орозмани, Квемо-Орозмани, Ваке, Амамло, Сакире, Гора, Гугути, Пантиани, Сафарло, Мамишло, Ангревани, Джавахи, Дунуси, Далари, Гантиади и Кули Дманисского Муниципалитета.

## Население
По данным Государственного статистического комитета Грузии, согласно официальной переписи 2002 года, численность населения села Ирганчай составляет 2678 человек и в основном состоит из азербайджанцев.

## Экономика
Население в основном занимается овцеводством, скотоводством и овощеводством.

## Достопримечательности
- Средняя школа — построена в 1923 году.[4]

## Известные уроженцы;[4]
- Гартомар — народный поэт;[4]
- Шахбеддин Девечиоглу — народный поэт;[4]
- Йолчу Новруз — народный поэт;[4]
- Везир Алиев — народный поэт;[4]
- Иолчиев Байлар Садраддин оглы — доктор биологических наук
- Мамедов Амлет Маммед оглы  — доктор математических наук

## Интересные факты
8 августа 2013 года в 10:20 часов утра, землетрясение магнитудой 3,5 ML произошло в Дманисском районе, недалеко от села Ирганчай.
1 мая 2022 года в 23:36 часов вечера, опять произошло сильное землетрясение магнитудой 5,3 ML.